# Lautaro Acosta
Lautaro Germán Acosta (Glew, Provincia de Buenos Aires, Argentina, 14 de marzo de 1988) es un futbolista argentino que se desempeña como delantero en el Club Atlético Lanús donde es uno de los máximos ídolos históricos del Granate, habiendo participado en cinco de los siete títulos obtenidos por el club, y siendo una figura destacada en cada uno de ellos.
Es el segundo jugador con más partidos en la historia de Lanús con 419. Fue subcampeón de la Copa Libertadores de América con Lanús en el 2017.

## Trayectoria
Acosta creció en la localidad de Glew, partido de Almirante Brown, y comenzó a jugar en el Club Defensores de Glew, junto con su hermano mayor Rodrigo. En el año 2000 su padre perdió el empleo. El club Lanús, a pesar de atravesar dificultades económicas, le dio trabajo en labores de mantenimiento y limpieza dentro de la institución.
El Laucha debutó con el primer equipo en 2006. Durante el Torneo Apertura de ese año, alternó la titularidad en su equipo destacando principalmente en el último partido del campeonato ante Boca Juniors cuando la victoria del club granate le impidió a los locales consagrarse campeones por tercera vez consecutiva.
En 2007 fue habitual titular y figura destacada en el primer campeonato nacional que ganó Lanús en su historia, el Torneo Apertura 2007.
El 28 de mayo de 2008 fue traspasado al Sevilla Fútbol Club de España, a cambio de 7.500.000 EUR (aproximadamente 11.700.000 USD).
En el Sevilla ha sido un jugador propenso a las lesiones llegando incluso a tener una cláusula si llegaba a jugar más de tres partidos seguidos. Sus estadísticas en el equipo hispalense son bajas en minutos y por tanto en resultados. Ha jugado menos de 1000 minutos en liga desde que forma parte de la plantilla del equipo sevillano. El 28 de julio de 2011 firma cedido una temporada con el Racing de Santander.
El 9 de agosto de 2012 se convirtió en nuevo refuerzo del Club Atlético Boca Juniors de la Primera División Argentina, cedido desde el Sevilla Fútbol Club. En Boca jugó 29 partidos sin marcar goles. Su debut en la primera se produce el 22 de agosto de 2012 frente al Club Atlético Independiente por la Copa Sudamericana 2012, entrando a los 15 minutos del segundo tiempo.
Luego de un año irregular, Acosta regresa a su equipo de origen, Lanús. Convierte su primer gol, en el empate 1 a 1 frente a Estudiantes de La Plata.
El año 2013, nuevamente se corona campeón con el club Lanús, luego de ganarle a Ponte Preta de Brasil la final de la Copa Sudamericana, siendo su segundo título con el granate. Luego de tres años se corona campeón del fútbol argentino ganándole en la final por 4-0 a San Lorenzo. Ese mismo año le gana a Racing Club de Avellaneda por 1-0 saliendo campeón de la Copa Bicentenario.
En el 2017, ganó otro título, el mismo fue la Supercopa Argentina, la cual fue victoria 3-0 sobre River Plate en el Estadio Único de La Plata. Además, fue subcampeón de la Copa Conmebol Libertadores, y fue clave en los encuentros de cuartos de final contra San Lorenzo para remontar un 2-0 y contra River en semifinales. La ida la habían perdido 1-0 en el Monumental, y la vuelta, disputada en el estadio de Lanús, empezó con River en ventaja por 2-0, el granate remontó y ganó 4-2 (4-3 global) clasificando a la final, donde perdería con Grêmio, 1-0 en Porto Alegre y 2-1 en Buenos Aires (3-1 global).

## Selección nacional
Acosta jugó en las categorías sub-17 y sub-20 de la selección argentina. En 2007 disputó el Campeonato Sudamericano Sub-20 y, a pesar de no ser titular durante la mayor parte del torneo, convirtió en tiempo de descuento el gol que clasificó a su seleccionado a los Juegos Olímpicos de Pekín 2008 en el partido ante Uruguay. Más tarde ese mismo año se consagró campeón de la Copa Mundial de Fútbol Sub-20 de 2007 disputada en Canadá. En 2008 formó parte del plantel argentino que se consagró campeón en los Juegos Olímpicos de Pekín. El 21 de marzo de 2016 es convocado por Gerardo Martino para participar de la doble fecha de Eliminatorias de Rusia 2018. Vuelve a la Selección en agosto de 2017, tras asumir Jorge Sampaoli como director técnico.

## Identificación con Lanús
Acosta es un jugador emblema de Lanús, habiendo surgido de sus divisiones inferiores, y siendo además simpatizante del club. El club contuvo a su familia desde pequeño, en momentos de zozobra económica. A causa de ello, luego de su regreso a la institución en 2013, ha rechazado varias ofertas millonarias de clubes argentinos, europeos y árabes. En 2017, rechazó una oferta de la liga china de 10.000.000 USD por tres años, y de otros equipos de México y EE. UU.. En una entrevista realizada ese año en el programa de TV Estudio Fútbol, dijo: 

"Sigo en el club porque tengo un gran sentido de pertenencia, estoy desde los 8 años. Pero además yo acá no juego gratis, cobro y no me falta para vivir. Además, Lanús me da Selección y esa es la prioridad. Yo entiendo la filosofía que pueden tener otros, de ir a ganar lo que creen que se merecen, pero tener un millón más o un millón menos a mí no me va a hacer más feliz y estos años que pasan quizá los pierda y no los voy a recuperar nunca más".
Lautaro Acosta

De los siete equipos campeones de Lanús en su historia, el Laucha integró cinco, en 2007, 2013, dos veces en 2016 y una en 2017.

### Estatua
Laucha Acosta es el segundo jugador de Lanús en tener su propia efigie. El anterior fue Juan Héctor Guidi. La iniciativa de la estatua al Laucha Acosta nació de las Peñas y Filiales de la institución, inaugurándose una estatua de 150 kg en el marco de un nuevo aniversario de la institución, el 3 de enero de 2019.

## Estadísticas

### Clubes
Actualizado hasta su último partido disputado el 25 de julio de 2025.
| Club                         | Div.          | Temporada     | Liga  | Liga  | Liga   | Copas nacionales | Copas nacionales | Copas nacionales | Torneos internacionales | Torneos internacionales | Torneos internacionales | Total | Total | Total  | Media goleadora |
| Club                         | Div.          | Temporada     | Part. | Goles | Asist. | Part.            | Goles            | Asist.           | Part.                   | Goles                   | Asist.                  | Part. | Goles | Asist. | Media goleadora |
| ---------------------------- | ------------- | ------------- | ----- | ----- | ------ | ---------------- | ---------------- | ---------------- | ----------------------- | ----------------------- | ----------------------- | ----- | ----- | ------ | --------------- |
| C. A. Lanús Argentina        | 1.ª           | 2005-06       | 8     | 0     | 0      | —                | —                | —                | —                       | —                       | —                       | 8     | 0     | 0      | 0.00            |
| C. A. Lanús Argentina        | 1.ª           | 2006-07       | 23    | 3     | 1      | —                | —                | —                | 3                       | 0                       | 0                       | 27    | 4     | 9      | 0.15            |
| C. A. Lanús Argentina        | 1.ª           | 2007-08       | 22    | 2     | 5      | —                | —                | —                | 10                      | 3                       | 1                       | 32    | 5     | 6      | 0.16            |
| C. A. Lanús Argentina        | 1.ª           | 2013-14       | 15    | 4     | 2      | —                | —                | —                | 15                      | 2                       | 3                       | 30    | 6     | 5      | 0.20            |
| C. A. Lanús Argentina        | 1.ª           | 2014          | 18    | 5     | 5      | 1                | 0                | 0                | 2                       | 1                       | 0                       | 21    | 6     | 5      | 0.29            |
| C. A. Lanús Argentina        | 1.ª           | 2015          | 27    | 6     | 2      | 4                | 0                | 1                | —                       | —                       | —                       | 31    | 6     | 3      | 0.19            |
| C. A. Lanús Argentina        | 1.ª           | 2016          | 14    | 3     | 1      | —                | —                | —                | —                       | —                       | —                       | 14    | 3     | 1      | 0.21            |
| C. A. Lanús Argentina        | 1.ª           | 2016-17       | 24    | 5     | 5      | 5                | 1                | 0                | 8                       | 2                       | 0                       | 37    | 8     | 5      | 0.22            |
| C. A. Lanús Argentina        | 1.ª           | 2017-18       | 21    | 3     | 2      | 1                | 0                | 0                | 10                      | 2                       | 2                       | 32    | 5     | 4      | 0.16            |
| C. A. Lanús Argentina        | 1.ª           | 2018-19       | 23    | 3     | 3      | 6                | 0                | 0                | 1                       | 0                       | 0                       | 30    | 3     | 3      | 0.10            |
| C. A. Lanús Argentina        | 1.ª           | 2019-20       | 17    | 2     | 2      | 3                | 0                | 0                | 2                       | 1                       | 1                       | 22    | 3     | 3      | 0.14            |
| C. A. Lanús Argentina        | 1.ª           | 2020-21       | —     | —     | —      | 6                | 0                | 1                | 6                       | 1                       | 2                       | 12    | 1     | 3      | 0.08            |
| C. A. Lanús Argentina        | 1.ª           | 2021          | 19    | 2     | 1      | 9                | 0                | 1                | 3                       | 1                       | 0                       | 31    | 3     | 2      | 0.10            |
| C. A. Lanús Argentina        | 1.ª           | 2022          | 20    | 4     | 0      | 8                | 1                | 1                | 8                       | 0                       | 1                       | 36    | 5     | 2      | 0.14            |
| C. A. Lanús Argentina        | 1.ª           | 2023          | 19    | 0     | 0      | 9                | 1                | 0                | —                       | —                       | —                       | 28    | 1     | 0      | 0.04            |
| C. A. Lanús Argentina        | 1.ª           | 2024          | 19    | 0     | 0      | —                | —                | —                | 6                       | 1                       | 0                       | 25    | 1     | 0      | 0.04            |
| C. A. Lanús Argentina        | 1.ª           | 2025          | 4     | 0     | 0      | 1                | 0                | 0                | 1                       | 0                       | 0                       | 6     | 0     | 0      | 0.00            |
| C. A. Lanús Argentina        | Total club    | Total club    | 293   | 42    | 29     | 53               | 3                | 4                | 75                      | 14                      | 10                      | 421   | 59    | 43     | 0.14            |
| Sevilla F. C. · España       | 1.ª           | 2008-09       | 7     | 0     | 0      | 1                | 1                | 0                | 2                       | 0                       | 0                       | 10    | 1     | 0      | 0.10            |
| Sevilla F. C. · España       | 1.ª           | 2009-10       | 6     | 0     | 0      | —                | —                | —                | 1                       | 0                       | 0                       | 7     | 0     | 0      | 0.00            |
| Sevilla F. C. · España       | 1.ª           | 2010-11       | 10    | 0     | 2      | 3                | 1                | 0                | —                       | —                       | —                       | 13    | 1     | 2      | 0.08            |
| Sevilla F. C. · España       | Total club    | Total club    | 23    | 0     | 2      | 4                | 2                | 0                | 3                       | 0                       | 0                       | 30    | 2     | 2      | 0.07            |
| Racing de Santander · España | 1.ª           | 2011-12       | 21    | 2     | 1      | 2                | 0                | 0                | —                       | —                       | —                       | 23    | 2     | 1      | 0.09            |
| Racing de Santander · España | Total club    | Total club    | 21    | 2     | 1      | 2                | 0                | 0                | 0                       | 0                       | 0                       | 23    | 2     | 1      | 0.09            |
| C. A. Boca Juniors Argentina | 1.ª           | 2012-13       | 22    | 0     | 2      | 2                | 0                | 0                | 5                       | 0                       | 0                       | 29    | 0     | 2      | 0.00            |
| C. A. Boca Juniors Argentina | Total club    | Total club    | 22    | 0     | 2      | 2                | 0                | 0                | 5                       | 0                       | 0                       | 29    | 0     | 2      | 0.00            |
| Total carrera                | Total carrera | Total carrera | 359   | 44    | 34     | 61               | 5                | 4                | 83                      | 14                      | 10                      | 503   | 63    | 48     | 0.12            |
| 1. 2. 3.                     |               |               |       |       |        |                  |                  |                  |                         |                         |                         |       |       |        |                 |

## Palmarés

### Campeonatos nacionales
| Título              | Equipo        | País      | Año    |
| ------------------- | ------------- | --------- | ------ |
| Primera División    | C. A. Lanús   | Argentina | A-2007 |
| Copa del Rey        | Sevilla F. C. | España    | 2010   |
| Primera División    | C. A. Lanús   | Argentina | 2016   |
| Copa Bicentenario   | C. A. Lanús   | Argentina | 2016   |
| Supercopa Argentina | C. A. Lanús   | Argentina | 2016   |

### Campeonatos internacionales
| Título                    | Equipo             | Sede   | Año  |
| ------------------------- | ------------------ | ------ | ---- |
| Mundial Sub-20            | Argentina Sub-20   | Canadá | 2007 |
| Torneo Olímpico de Fútbol | Argentina Olímpica | Pekín  | 2008 |
| Copa Sudamericana         | C. A. Lanús        | Lanús  | 2013 |

### Distinciones individuales
| Distinción                        | Año  |
| --------------------------------- | ---- |
| Parte del Equipo Ideal de América | 2017 |

### Otros Logros:
- Subcampeonato de Torneo Clausura 2006

- Subcampeonato de Copa Libertadores 2017

- Subcampeonato de Copa Sudamericana 2020